# Maurenbrecher (Familie)

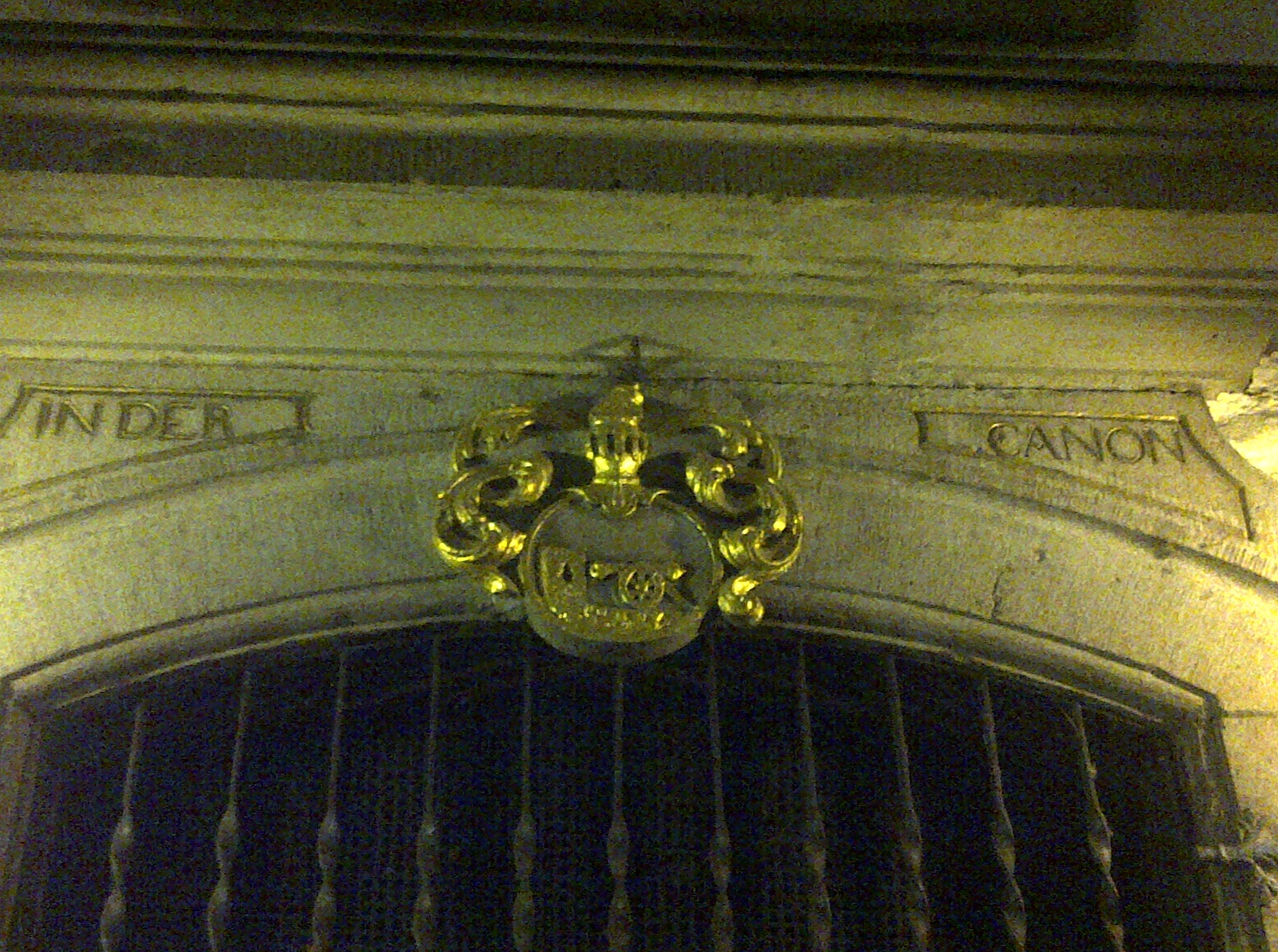
Das Wappen der Maurenbrecher – eine Kanone vor einer zerborstenen Mauer – am Türsturz des Hauses
„En de Canon“ („In der Kanone“)

Die Maurenbrecher sind ein Düsseldorfer Postmeistergeschlecht, das sich bis in das 16. Jahrhundert zurückverfolgen lässt und das zu den Pionieren des Postwesens gehört.

## Überblick
Stammvater ist der vor 1560 in Pempelfort geborene Franz Maurenbrecher.

### Die Gründung der Fahrpost

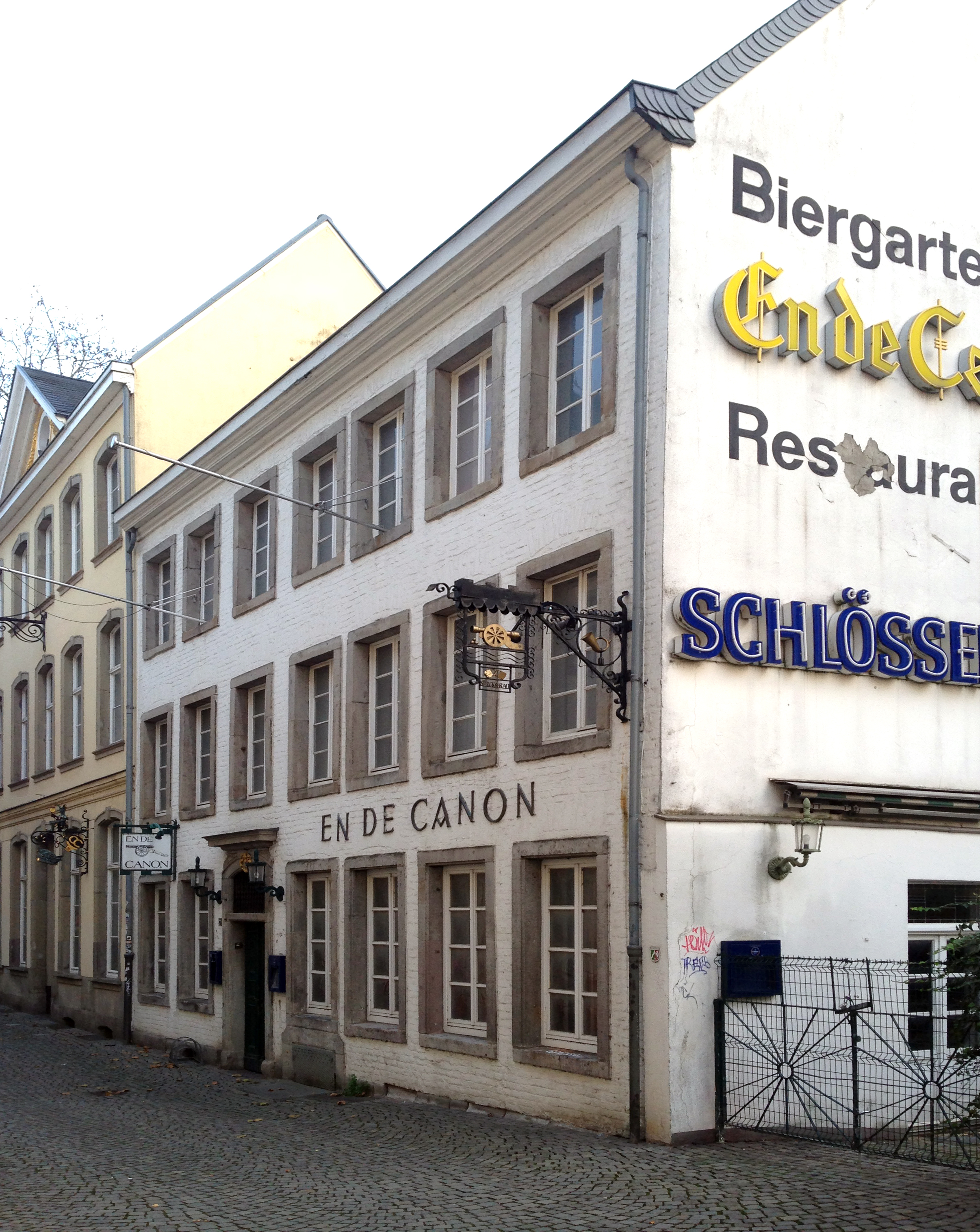
En de Canon in der Zollstraße 7, 2017

1623 begann sein Sohn Johann Maurenbrecher (nach 1585–nach 1623) in Düsseldorf eine privat durchgeführte Fahrpost nach Wesel, die über Duisburg führte. 1639 erwarb dessen Bruder Tilman Maurenbrecher (1580–1665) in Düsseldorf das Barockhaus (heute) Zollstraße 7, das Stammhaus der Maurenbrecherschen Fahrpost. Johann Maurenbrecher der Jüngere (1615/23–1685) erhielt 1668 das pfalzgräfliche Privileg zur Einrichtung einer Fahrenden Post, „die älteste kurpfälzisch privilegierte Landkutsche“, „ein Menetekel“ für die Kaiserliche Reichspost der Thurn und Taxis, welche sich in der Folge durch die Landespostanstalten gezwungen sah, aus Konkurrenzgründen eine eigene, zunächst defizitäre, Fahrpost aufzubauen. Der Postbetrieb von Düsseldorf nach Nimwegen in Holland war zusätzlich ab der zweiten Hälfte der 1670er Jahre möglich, da hierzu der Kurfürst von Brandenburg, als Landesherr des Herzogtums Kleve, das Privileg am 29. März 1675 erteilt hatte.  Der Maurenbrechersche Postbetrieb „besorgte den Personen- und Güterverkehr des ganzen Niederrheins mit Holland und mit der zusätzlichen Benutzung anderer Postbetriebe den Norden und Osten Deutschlands bis nach Polen.“

### Düsseldorf unter Jan Wellem
„Nachdem die Truppen des französischen Sonnenkönigs Ludwig XIV. den Pfälzern das Heidelberger Schloss zerstört hatten, machte der junge Erbe das Nest am rechten Rheinufer zur Ersatzresidenz“ – Düsseldorf blieb mithin trotz der Kurfürstenwürde der Sitz Jan Wellems, Regent und Herzog von Jülich und Berg von 1679 bis 1719, das durch die Präsenz des glanzvollen Hofes eine beachtliche wirtschaftliche, kulturelle und städtebauliche Entwicklung erfuhr. Die Maurenbrecher betrieben in jener Zeit in dem Haus in der Zollstraße neben ihrer Fahrpost eine Weinhandlung mit einem Ausschank. „Die ‚Zechstube‘ bei Maurenbrecher ist durch Jan Wellem berühmt geworden“ – dort kamen die zahlreichen ausländischen Künstler zusammen, die Jan Wellem an seinen Hof gezogen hatte, und hier verkehrte auch der Kurfürst selbst gerne im vertrauten Kreise.

### Sippen und Zweige der Maurenbrecher
Durch die Heirat des kurpfälzischen Kommerzienrats Johann Heinrich Maurenbrecher (1691–1753) mit Catharina Helena Bernsau (1710–1792), einer Urenkelin des Bergischen Marschalls und Herrn zu Hardenberg Wilhelm V. (III.) von Bernsau (1514–1572), versippten sich die Maurenbrecher mit den ältesten Geschlechtern der Region.
Nach der Verstaatlichung der Post im Zuge der Napoleonischen Kriege teilte sich der deutsche Hauptast des Geschlechts in zwei Linien: Die eine brachte namhafte Wissenschaftler hervor, von denen einzelne über ihre Rezipienten Kaiser Wilhelm II. (Wilhelm Maurenbrecher) und Adolf Hitler (Max Maurenbrecher) nicht unwesentlichen Einfluss auf die Zeitgeschichte erlangt haben, die andere, Dombacher Linie wandte sich der Papierfabrikation zu.
Mit dem Prediger Johann Gabriel Maurenbrecher (1773–1801) bildete sich ein niederländischer Zweig, der vornehmlich in Niederländisch-Indien tätig war. Sein Spross war der Generalleutnant und Pionier der Einhand-Weltumseglung Hans Anton Maurenbrecher (1910–1966).
Die Maurenbrecher gehörten traditionell der Reformierten Kirche an. Sie stellten vielfach Diakone und Älteste der Reformierten Gemeinde in Düsseldorf. Ihr Wappenfenster befindet sich in der 1693 erbauten reformierten Kirche in Düsseldorf-Urdenbach. Die Dombacher Linie der Maurenbrecher ist überwiegend römisch-katholisch.

### Nachkommen
Zu den Nachkommen der Maurenbrecher gehört der linksliberale Politiker Eugen Richter, Sohn der Bertha Maurenbrecher (1810–1868) und einer der profiliertesten Gegner Fürst Bismarcks, über den Heinrich Mann in „Der Untertan“ schreibt: „Seine Majestät haben das erhabene Wort gesprochen: ‚Mein afrikanisches Kolonialreich für einen Haftbefehl gegen Eugen Richter!‘“
Ein Nachfahr des Historikers Wilhelm Maurenbrecher ist der Liedermacher Manfred Maurenbrecher.

## Geschichte

### Die Maurenbrechersche Fahrpost
- Siehe auch den Artikel → Postkutsche

#### Im Herzogtum Berg

Samuel Maurenbrecher
(1648–1690), Postmeister

Maurenbrechersche Postkutsche in der Zollstraße, Düsseldorf-Altstadt (um 1800)

Johann Maurenbrecher (1600–1685) übernahm das bereits von seinem Großvater Franz Maurenbrecher und seinem Vater Johann Maurenbrecher (1585–1623) sowie dessen Bruder Tilman Maurenbrecher (1580–1665) seit dem 16. Jahrhundert betriebene Fuhrgeschäft in Düsseldorf. Ab 23. Mai 1623 eröffnete er einen privaten „Postbetrieb“ im Bereich von Düsseldorf. 1668 erteilte der Kurfürst Philipp Wilhelm ihm das pfalzgräfliche Privileg zur Einrichtung einer Fahrenden Post, das 1673 auf seine drei Söhne Samuel, Johann Reinhard und Johann Dietrich erweitert wurde. 1675 folgte durch den Großen Kurfürsten ein kurbrandenburgisches Privileg. Bedient wurden die Strecken nach Aachen, Kleve, Köln und Duisburg. Ab Ende des 17. Jahrhunderts kamen Dienste von Düsseldorf Richtung Holland mit Emmerich und Nijmegen hinzu. Gefahren werden durften Personen und Frachtstücke – das Briefmonopol lag bei der Kaiserlichen Reichspost, die von den Thurn und Taxis organisiert und betrieben wurde. Über fünf Generationen Maurenbrecher waren als Postmeister zu Düsseldorf tätig.

„Nach einem kurzen Aufenthalt in Wesel trat ich, in Geselschaft eines preussischen Officiers von Geldern, der von Aachen gebürtig war und mich bis dahin begleitete, die Reise in die Niederlande an, und reisete den 21. August nach Düsseldorf, 12 Stunden von Wesel. Ein bedeckter, für zehn Personen eingerichteter und mit vier raschen Hengsten bespannter Postwagen bringt die Reisenden wöchentlich zweymal dahin und vollendet diese Tour im Sommerhalben Jahre in einem Tage. Diese Post ist, so wie auch jene, von Düsseldorf nach Aachen, an den Postcommissair Maurenbrecher in Düsseldorf verpachtete, und die Einrichtung derselben für jedes andre Land nachahmungswürdig.“

1767 erwarb Johann Wilhelm Maurenbrecher (1742–1784) den Wormshof in Niederkassel bei Düsseldorf und baute ihn als Poststation aus. 1860 verkaufte die Familie das inzwischen „Maurenbrecher Hof“ genannte Anwesen an die in Niederkassel ansässige Kornbrennerei Schmittmann.
Mit der Eroberung des Rheinlandes durch die Franzosen wurde der linke Niederrhein vom rechtsrheinischen getrennt. Nur für kurze Zeit wurde linksrheinisch von Aachen aus ein eingeschränkter Betrieb aufrechterhalten. Mitte Juli 1794 wurde das Privilegium für die Witwe Sibilla Maurenbrecher für eine Post von Düsseldorf nach Roermond durch die französische Okkupation unterbrochen. Im Sept. 1795 stellt Sibilla Maurenbrecher den Antrag an die Königlich Preußische Regierung, den Postdienst zu Düsseldorf und Wesel aufzuheben und die Route dem preußischen Posthalter in Duisburg zu übertragen. Dies wurde bewilligt und damit die Maurenbrecher von der Post auf dem Kurs Düsseldorf-Wesel entbunden.
Das Anwesen an der Zollstraße war schon lange zu eng für ein Unternehmen geworden, das seine Wagen nach Aachen und Nimwegen, ins Oberbergische und Westfälische sandte. Peter Wilhelm Maurenbrecher (1777–1861) siedelte in die Karlstadt über und erwarb an der Benrather Straße ein seit 1790 von der Familie genutztes Eckhaus, das der beschaulichen Front zum Palais Spee den heutigen Namen Poststraße eintrug. Er errichtete unweit seines Postcomptoirs eine Werkstatt für Wagenbau, die eine Hundertschaft von Handwerkern, Schmieden, Schlossern, Sattlern, Lackierern und Stellmachern zählte.

#### Im Großherzogtum Berg

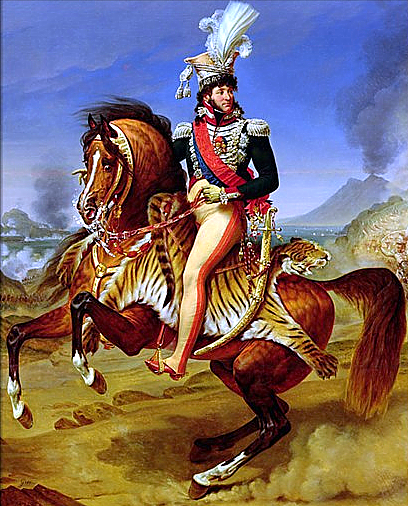
Joachim Murat, der gegen Peter Wilhelm Maurenbrecher von Benrath nach Düsseldorf ritt

Die Kriegsläufe machten der Post zu schaffen. Die Franzosen besetzten den Niederrhein und die Konzessionen der Deutschen erloschen, der Verkehr auf den Landstraßen stockte. Mit Bildung des Großherzogtums Berg ging die Post 1806 in landesherrlichen Besitz über. 1807 wurde Peter Wilhelm Maurenbrecher Kontrolleur bei der Großherzoglich Bergischen General-Postdirektion. 1809 wurde er durch Erlass Joachim Murats Inspekteur des Postes (Postdirektor) des Großherzogtums.

„Die Familie Maurenbrecher war zu dieser Zeit in Düsseldorf hochgeachtet und spielte eine große gesellschaftliche Rolle. Überall, wo es darauf ankam, die Bürgerschaft würdig zu vertreten, war der Postmeister Maurenbrecher der erste Mann. Beim Einzuge Joachim Murats kommandierte er die berittene Ehrengarde, … die man … in ihren schönen weißen Uniformen mit den roten Aufschlägen und silbernen Knöpfen für eine Abteilung wohlberittener Dragoner halten konnte.“

Eine Anekdote aus jener Zeit berichtet von einem Pferderennen zwischen ihm und dem Großherzog Joachim Murat von Benrath nach Düsseldorf: „Eines Tages, so wird erzählt, ritt Murat mit großer Suite vom Schloß Benrath, wo er meist wohnte, nach Düsseldorf. Er rief seinen Postmeister Maurenbrecher zu sich und unterhielt sich mit ihm im Weiterreiten. Einer der besten Reiter der französischen Armee, wollte er anscheinend M. seine Meisterschaft im Reiten zeigen und sprengte plötzlich mit rasender Schnelligkeit weiter. Der Postmeister aber, auch als tüchtiger Reiter bekannt, wich nicht von seiner Seite, und auf schaumbedeckten Rossen langten beide dicht nebeneinander vor dem Stadttor in Düsseldorf an, während das Gefolge weiter zurückgeblieben war.“

#### In Preußen

Poststraße 1 – Maurenbrechersches Postgebäude, das der Straße den Namen gab
(hinten rechts gegenüber der Maxkirche)

Mit der Niederlage der Franzosen änderten sich die Verhältnisse erneut. 1813 erhielt Peter Wilhelm Maurenbrecher von Preußen die Postmeisterstelle in Elberfeld verliehen und verwaltete einstweilen das Postamt Düsseldorf. Mit dem Ende der Napoleonischen Kriege ging die Post, wie später auf dem Wiener Kongress geregelt, zunächst an die Thurn und Taxis. 1814 wurde Maurenbrecher Kompaniestationskommissar der Thurn und Taxis Post auf dem linken Rheinufer im Rücken der alliierten Armeen. Fürst Karl Alexander von Thurn und Taxis ernannte ihn 1815 zum Postinspektor bei der Großherzoglich Bergischen Post und übertrug ihm die Postmeisterstelle in Elberfeld.
Thurn und Taxis übertrugen die Post 1816 an Preußen. Peter Wilhelm Maurenbrecher wurde entlassen und die Post durch Preußen in Besitz genommen. 1817 wurde Maurenbrecher dann der erste Königlich-Preußische Oberpostdirektor der nunmehr in seinem Haus als Mieterin tätigen preußischen Post zu Düsseldorf. Er wurde zum Geheimrat ernannt und erhielt 1840 den Roten Adlerorden III. Klasse verliehen. Mit seinem Ausscheiden aus dem Amt am 1. Januar 1850 endete die über zweihundertjährige Geschichte der Maurenbrecher im Postwesen.
Die Pferderennen, die ab 1836 in der Golzheimer Heide, im Bilker Busch oder in der Benrather Heide, veranstaltet ab 1844 vom ältesten Pferdesportvereins Deutschlands, dem Reiterverein Düsseldorf, stattfanden, ließ er sich auch im hohen Alter nicht entgehen.

Zolltor mit den Maurenbrecherschen Häusern Zollstraße Nr. 5 (links hinten) u. Nr. 7, genannt „En de Canon“ (li. vorne)

### Das Haus „En de Canon“ in Düsseldorf

Kurfürst Jan Wellem, regelmäßiger Gast der Familie, Porträt in Familienbesitz (unbek. Künstler)

Das „En de Canon“ (In der Kanone) genannte Maurenbrechersche Haus in der Düsseldorfer Altstadt, heute Zollstraße 7, wurde 1639 von Tilman Maurenbrecher (1580–1665) erworben. Das Haus trägt über der Türe die alte Inschrift „EN DE CANON“ und auf dem Türrahmen die vergoldete Abbildung eines Geschützes, das gegen eine Mauer abgefeuert wird – das Wappen der Maurenbrecher.
Die Maurenbrecher betrieben dort neben der Posthalterei einen Weinhandel nebst Ausschank, der zu einem Zentrum des kulturellen Aufschwungs der Stadt wurde. An ihrem Düsseldorfer Hof versammelte die Ehefrau des Kurfürsten, die kunstliebende Großfürstin Anna Maria Luisa de’ Medici, italienische und deutsche Künstler, Maler, Bildhauer, Musiker, Kunsttischler, Gold- und Silberschmiede um sich. Es waren die glänzendsten Jahre der rheinländischen Stadt, sie wurde von italienischen und französischen Architekten komplett restauriert. „Als Gemahlin des Kurfürsten Jan Wellem machte die schöne Florentinerin Anna Maria Luisa de’ Medici aus dem Nest am Rhein eine Residenz der Weltkunst.“ „In der Kanon war die berühmte Zechstube, wo die zahlreichen holländischen und italienischen Künstler zusammenkamen, die Jan Willem an seinen Hof gezogen hatte, und hier verkehrte auch der Kurfürst selbst gerne im vertraulichen Kreise. An dem blankgescheuerten Kneiptische stand Jan Willems hochlehniger, geschnitzter Sessel.“
Das Haus wurde am 18. März 1985 in die Denkmalliste der Landeshauptstadt Düsseldorf eingetragen. Nachdem die gegenüberliegenden Häuser Zollstraße 6, 8 und 10 entkernt wurden und nur als Fassaden das erweiterte Rathaus schmücken, ist „En de Canon“ eines der letzten in der Substanz erhaltenen Baudenkmäler in der Zollstraße.
Johann Maurenbrecher erwarb 1662 für den sich noch vor dem pfalzgräflichen Privileg von 1668 erweiternden Postbetrieb auch das benachbarte Haus Nr. 5, mit dem Namen „Zum Hääschen“. Über ein großes Tor neben Haus Nr. 7 konnten die Postwagen nunmehr in den großen Hofbereich mit Anbauten und Hinterhäusern einfahren. Nach dem Zweiten Weltkrieg wurde die Ruine des zerstörten Vorderhauses einschließlich der Hintergebäude abgerissen.
Zuletzt wird in dem Haus, mit Unterbrechung, das Spezialitätenrestaurant „En de Canon“ betrieben, das dazugehörende Grundstück wird als Biergarten benutzt.

### Die Maurenbrechersche Papiermühle Dombach

Alte Dombach (unbekannter Künstler)

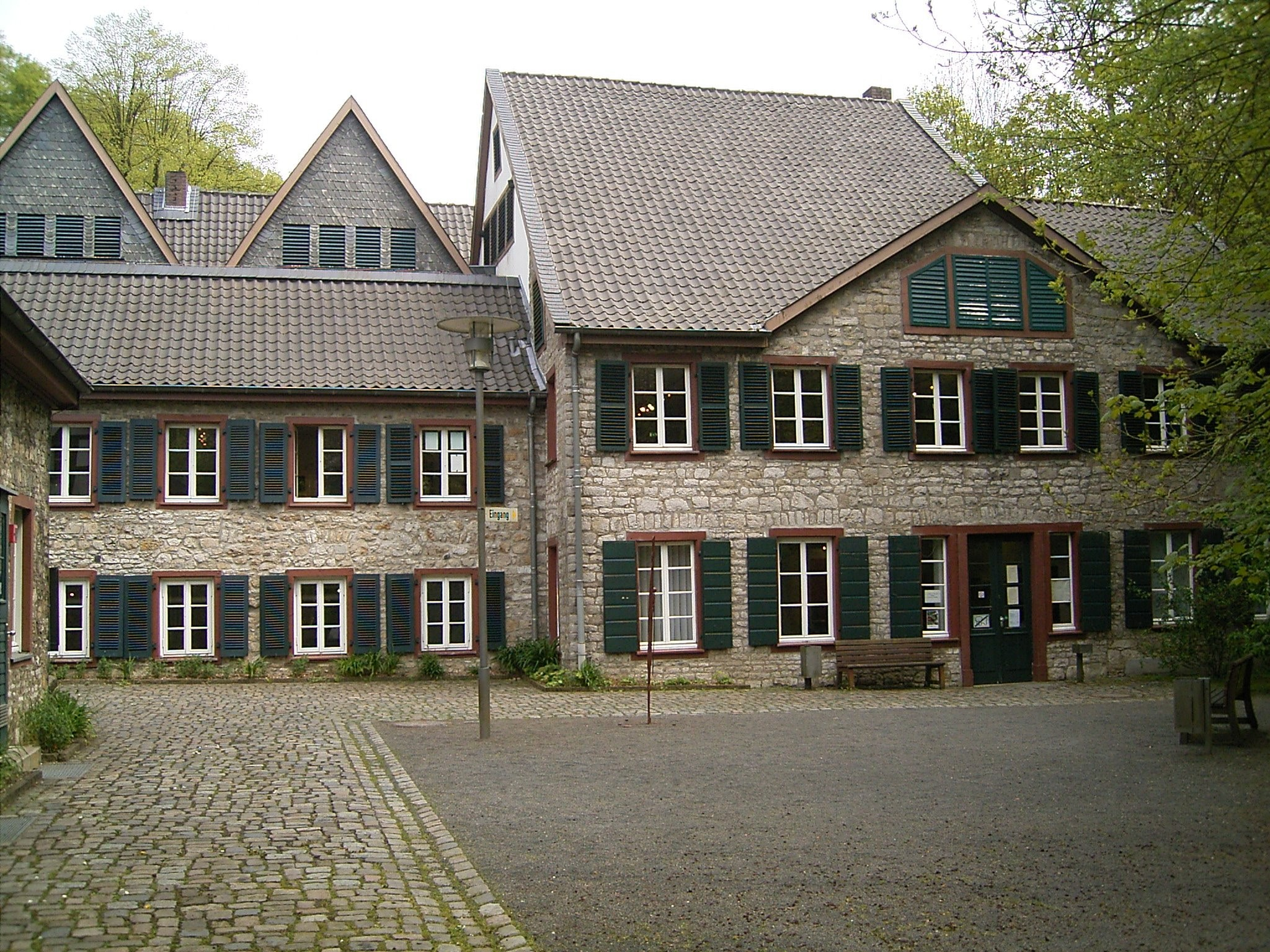
Die Fabrikantenvilla der Dombach

In der ersten Hälfte des 19. Jahrhunderts übernahm der Düsseldorfer Kaufmann Jakob Maurenbrecher (1779–1856), jüngerer Bruder des letzten Postmeisters Peter Wilhelm Maurenbrecher, die Papiermühlen „Alte und Neue Dombach“ im Strundetal bei Bergisch Gladbach. Im Jahr 1827 hatte ihm bereits Christian Müller wegen seiner Schulden seinen Anteil abtreten müssen. Maurenbrecher übernahm 1833, nach dem Tod von Wilhelm Aurelius Fues, auch den anderen Teil der Dombach.
Jakob Maurenbrecher und sein Sohn Wilhelm wurden Pioniere moderner Papierproduktion. Die Neue Dombach wurde nach und nach zu einer Papierfabrik erweitert. Seit 1843 produzierte in der Dombacher Papierfabrik die erste Papiermaschine Bergisch Gladbachs im Dauerbetrieb, die statt in der blattweisen Handschöpfung das Papier im Maschinenlauf produzierte. In den 1860er und 1870er Jahren geriet die Dombach zunehmend in wirtschaftliche Schwierigkeiten.
1869 wurde sie in eine Aktiengesellschaft unter Führung des in Köln ansässigen Schaaffhausen’schen Bankvereins umgewandelt; die Geschäftsführung lag bei Wilhelm Maurenbrecher. Die Probleme sollten durch umfangreiche Investitionen gelöst werden: Zur Aufstellung einer weiteren Papiermaschine wurde der Gebäudekomplex um 1870 noch einmal erweitert und erhielt seine heutige Fassade im typischen Architekturstil des 19. Jahrhunderts. Das Unternehmen war bereits zu dieser Zeit der größte Papierproduzent in Bergisch Gladbach.
1876 erwarb das Unternehmen Zanders, bereits im Besitz der Schnabelsmühle und der Gohrsmühle, die gesamte Dombach.
Heute bilden die Alte Dombach und ein Teil der Dombacher Papierfabrik Neue Dombach das Papiermuseum Alte Dombach.

### Die niederländischen Maurenbrecher
Der Prediger Johann Gabriel Maurenbrecher (1773–1801) ist Stammvater des niederländischen Zweigs der Familie. Diesem Zweig gehören unter anderem verschiedene Offiziere an, darunter der Königlich-Niederländische Oberst in Batavia Frederik Louis Maurenbrecher (1818–1871), dessen Enkel, der Königlich–Niederländische Lt. Colonel Louis Maurenbrecher (1878–1948), sowie dessen Sohn Hans Anton Maurenbrecher (1910–1966), Jagdflieger, Königlich-Niederländischer Generalleutnant der Luftwaffe und Pionier der Einhand-Weltumseglung. Er überquerte zweimal den Atlantik und einmal den Pazifik mit seiner 9-Meter-Yacht Take Bora. Er ist seit dem Juli 1966 am Great Barrier Reef verschollen.

Kaiser Wilhelm II. als Student in Bonn, wo Prof. Wilhelm Maurenbrecher den zuvor liberalen Kronprinzen für Bismarck gewann.

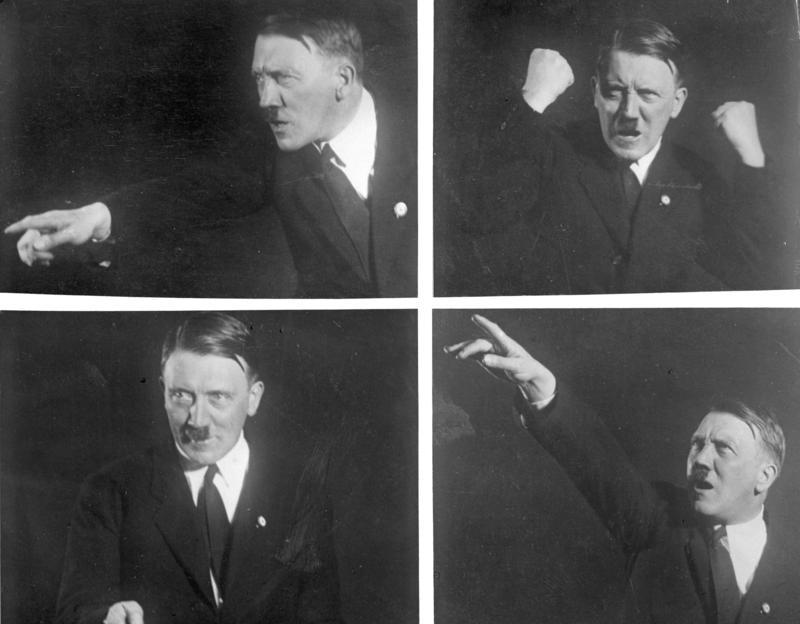
Adolf Hitler wurde u. a. geprägt durch die Werke des rassistischen und antichristlichen Autors Max Maurenbrecher, die er 1919/23 las.

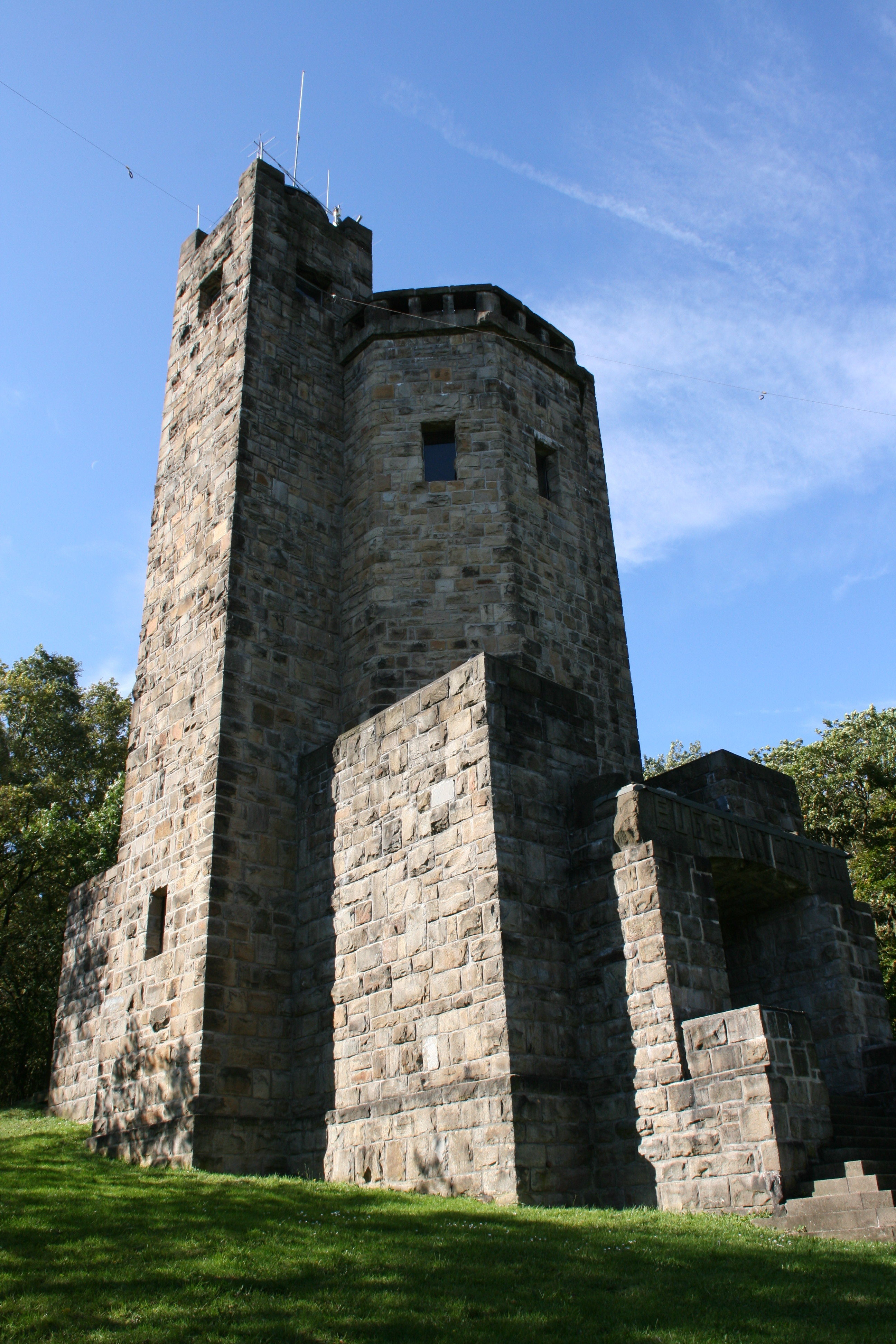
Der zu Ehren Eugen Richters errichtete Eugen-Richter-Turm in Hagen

## Stammfolge (Auszug)
(Postmeister in Fettschrift)
- Franz Maurenbrecher (* vor 1560)
  - Tilmann Maurenbrecher (vor 1580–nach 1655), Fuhrmann und Posthalter
  - Johann Maurenbrecher (nach 1585–nach 1623), Fuhrmann und Gründer einer privaten Fahrpost in Düsseldorf
    - Johann Maurenbrecher (1615/23–1685), Fuhrmann und Posthalter
      - Samuel Maurenbrecher (1648–nach 1690), Postmeister
      - Johann Reinhard Maurenbrecher (1650–1705), Postmeister
        - Johann Heinrich Maurenbrecher senior (1677–1759), Weinhändler und Postmeister, Diakon der reformierten Gemeinde

      - Johann Dietrich Maurenbrecher (1660–1728), Postmeister, Diakon und Ältester der reformierten Gemeinde
        - Johann Heinrich Maurenbrecher (1691–1753), Kurpfälzischer Kommerzienrat, Weinhändler und Postmeister ⚭ Catharina Helena Bernsau (1710–1792), welche die Leitung der Post nach dem Tode ihres Mannes übernahm; Catharina Helena Bernsau war über dessen unehelichen Sohn Heinrich eine Urenkelin des Wilhelm V. (III.) von Bernsau (1514–1581), Herr zu Hardenberg, Amtmann von Solingen, Bergischer Marschall[30]
          - Johann Wilhelm Maurenbrecher (1742–1784), Postmeister, Diakon und Ältester der reformierten Gemeinde ⚭ Sybilla Elisabeth Nacken (1744–1795), welche die Leitung der Post nach dem Tode ihres Mannes übernahm
            - Peter Wilhelm Maurenbrecher (1777–1861), Postmeister, Inspecteur des Postes, Preußischer Oberpostdirektor, Geheimrat
              - Romeo Maurenbrecher (1803–1843), Rechtsgelehrter[31]
                - Wilhelm Maurenbrecher (1838–1892), Historiker
                  - Berthold Maurenbrecher (1868–1943), Philologe
                  - Wilhelm Maurenbrecher (Schauspieler) (1870–1929), Schauspieler
                  - Otto Maurenbrecher (1872–1960), Schauspieler und Theaterintendant
                    - Rolf Maurenbrecher (* 1908), Bibliotheksdirektor
                      - Manfred Maurenbrecher (* 1950), Liedermacher

                  - Max Heinrich Maurenbrecher (1874–1930), Theologe und politischer Publizist

              - Bertha Maurenbrecher (1810–1868) ⚭ Adolph Leopold Richter (1798–1876), Preußischer Generalarzt
                - Eugen Richter (1838–1906), Politiker

            - Heinrich Jacob Maurenbrecher (1779–1856), Papierfabrikant
              - Wilhelm Maurenbrecher (1823–1896), Papierfabrikant
                - Carl Maurenbrecher (1856–1936), Zentrumspolitiker, Mitglied der Reichskommission für Rohstoffbewirtschaftung, des Beirats für die Übergangswirtschaft und der Reichswirtschaftsstelle für Spinnstoffe, Stadtverordneter und Beigeordneter der Stadt Krefeld, Mitglied des Provinziallandtages, verantwortlich für die Organisation des Katholikentags 1898 in Krefeld und Mitbegründer des Krefelder Rennvereins
                  - Elisabeth Maurenbrecher ⚭ Josef Fetsch
                    - Marlies Fetsch ⚭ Reiner Becker-Berke
                      - Monika Becker-Berke (* 1959) ⚭ Hans-Gerd Jauch (* 1953), Insolvenzverwalter

                  - Bruno Maurenbrecher (1897–1984), Unternehmer, Mitglied des Landtags von Nordrhein-Westfalen ⚭ Walburga Werhahn, Tochter des Wilhelm Werhahn
                  - Werner Maurenbrecher (1899–1975), Unternehmer, Mitgründer verschiedener katholischer Laienorganisationen, Marianer des Deutschen Ordens zu St. Marien in Jerusalem und Ritter des Ordens des hl. Gregorius Magnus[32]

Niederländischer Zweig:
- Hans Anton Maurenbrecher (1910–1966), Königlich-Niederländischer Generalleutnant der Luftwaffe, Pionier der Einhand-Weltumseglung
- E. A. Maurenbrecher, 1906–1907 Bürgermeister von Bandung/Indonesien

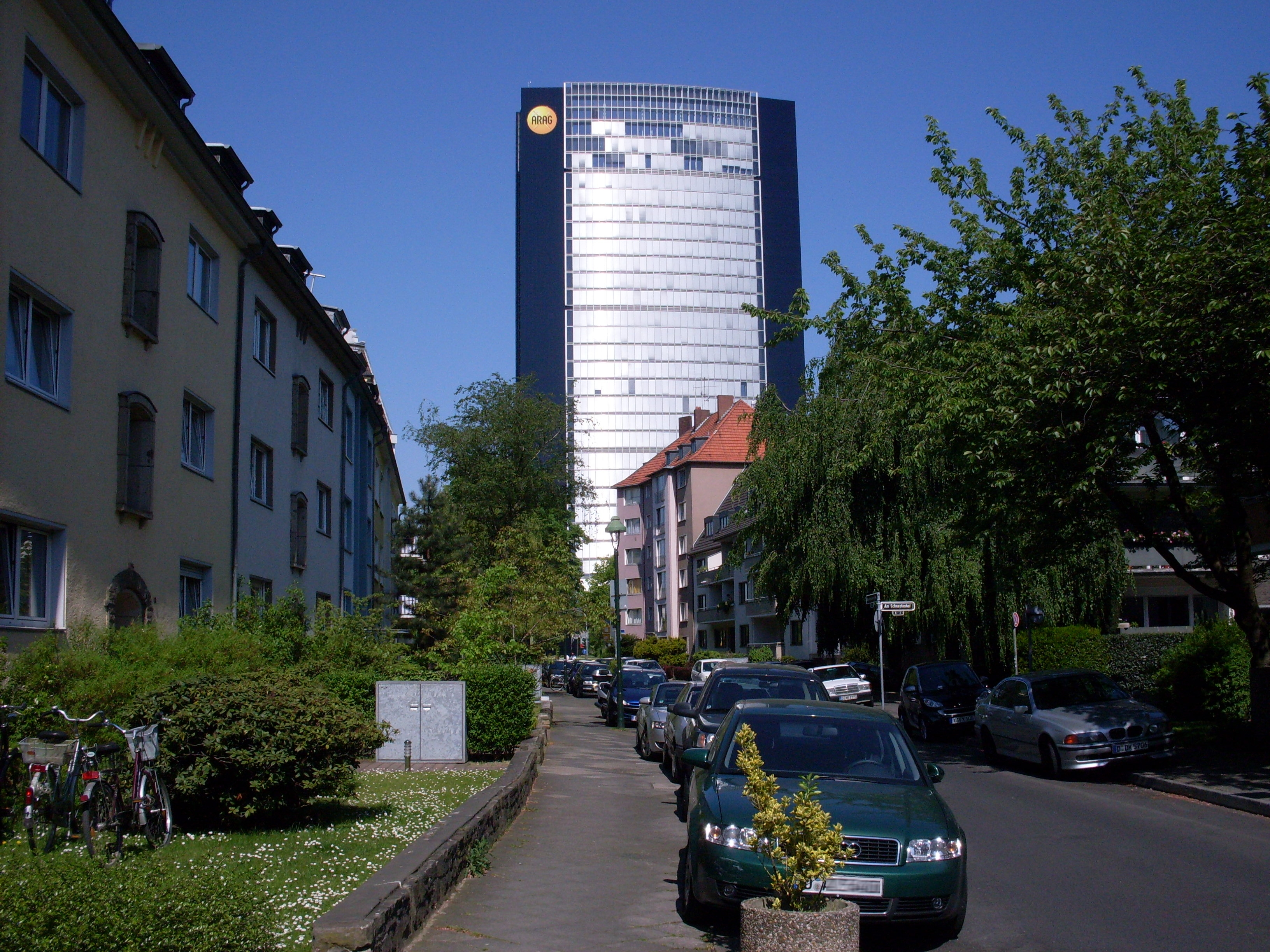
Maurenbrecherstraße in Düsseldorf-Düsseltal

## Benennungen
- Maurenbrecherstraße in Düsseldorf-Düsseltal
- Maurenbrecherstraße in Krefeld
- Poststraße in Düsseldorf-Altstadt (nach der ehemals dort gelegenen Maurenbrecherschen Post benannt)

## Wappen
Johann Reinhard Maurenbrecher (1650–1705), Ältester der Reformierten Gemeinde, stiftete 1693 der neuerbauten Kirche in Düsseldorf-Urdenbach ein Wappenfenster mit dem Maurenbrecherschen Wappen, das eine Kanone vor einer Festungsmauer zeigt.

### Zur Familie und zu Einzelpersonen ohne eigenen Artikel
- W. M.: Maurenbrecher. In: Allgemeine Deutsche Biographie (ADB). Band 20, Duncker & Humblot, Leipzig 1884, S. 693–695.
- Rudolf Mirbt: Mitteilungen aus dem Kreise der Familien Mirbt, Wagner, Maurenbrecher. Folge 1: Die Vorfahren von Hildemarie, Felix, Marianne, Barbara Mirbt. 1944.
- Ernst Köppen: Carl Maurenbrecher. In: Krefelder Miniaturen. Krefeld 1967, S. 201–203
- Hans Müller-Schlösser: Die Stadt an der Düssel. 4. Auflage. Düsseldorf 2010, S. 227 ff.

### Zum Postwesen
- Richard August Keller: Posturkunde für Johann Maurenbrecher. In: DüsseldorfJb, 28, 1916, S. 227–228
- Otto R. Redlich: Actenstücke zur Geschichte des niederrheinischen Postwesens und der Düsseldorfer Posthalterfamilie Maurenbrecher. In: Beiträge zur Geschichte des Niederrheins (BGNrh), 7, 1893, S. 261–300
- Walter Schmithals: Zu den Anfängen des niederrheinischen Postwesens und zu Johann Maurenbrecher. In: Düsseldorfer Jahrbuch, 68, 1997, S. 77–87
- Tönnies: Die kurpfälzischen Posten am Niederrhein. In: Beiträge zur Geschichte des Niederrheins (BGNrh), 1, 1886, S. 13–56
- Reinhold Wacker: Das Verkehrswesen im Rheinland vom 15. Jahrhundert bis 1794, 2008
- Wolfgang Behringer: Im Zeichen des Merkur. Reichspost und Kommunikationsrevolution in der Frühen Neuzeit [mit 18 Tabellen]. In: Veröffentlichungen des Max-Planck-Instituts für Geschichte, Band 189. Vandenhoeck & Ruprecht, Göttingen 2003, ISBN 3-525-35187-9

### Zur Alten Dombach
- Hans Leonhard Brenner: Die Strunde und ihre Bergisch Gladbacher Mühlen. Bergisch Gladbach 2012, ISBN 3-932326-67-9
- Klara van Eyll: 400 Jahre Papiermühlen an der Strunde, eine historische Bilddokumentation. Herausgeber: Stiftung Zanders – Papiergeschichtliche Sammlung, Bergisch Gladbach 1982
- Ferdinand Schmitz: Die Papiermühlen und Papiermacher des bergischen Strundertals. Bergisch Gladbach 1921; Reprint 1979